# Jalpan, Sultepec
Jalpan är en ort i kommunen Sultepec i delstaten Mexiko i Mexiko. Samhället hade 688 invånare vid folkräkningen 2020.